# Waffenstillstand von Strasdenhof
Der Waffenstillstand von Strasdenhof (auch: Frieden von Strasdenhof) war ein am 3. Juli 1919 in Strasdenhof (lettisch Strazdumuiža heute ein Stadtteil von Riga) geschlossener Vertrag, der die bürgerkriegsähnlichen Kämpfe zwischen deutschen und estnisch-lettischen Truppen während des Lettischen Unabhängigkeitskriegs beendete. Er wurde unter Vermittlung von General Sir Hubert Gough, dem Befehlshaber der „Alliierten Militärmission im Baltikum und Finnland“, geschlossen.

## Vorgeschichte
Die Republik Lettland hatte am 18. November 1918 nach dem Ende des Ersten Weltkriegs ihre Unabhängigkeit erklärt. Die Republik wurde von England und der deutschen Besatzungsmacht anerkannt. Allerdings geriet das Staatsgebiet bald darauf unter die Herrschaft einer sozialistischen Räteregierung. Mit Unterstützung der Entente gelang es deutschen, estnischen und lettischen Truppen bis Juni 1919, die bolschewistischen Einheiten aus dem Westen und Norden Lettlands zu vertreiben.
Die Deutsch-Balten hatten allerdings im April 1919 die reguläre lettische Regierung unter Kārlis Ulmanis gestürzt und den deutschfreundlichen Andrievs Niedra zum neuen Premierminister ernannt. Es kam zum Bruch in der bisherigen Koalition, als die Deutsch-Balten mit Unterstützung von reichsdeutschen Freikorps Nordlettland besetzen wollten. Dieser deutsche Vorstoß konnte mit dem Sieg von vereinten estnisch-lettischen Truppen in der Schlacht von Wenden gestoppt werden. Nach weiteren Kämpfen wurde eine Räumung Rigas deutscherseits als unvermeidlich angesehen.

## Die Verhandlungen
In dieser Lage nahm der Baltische Nationalausschuss Verhandlungen mit Kārlis Ulmanis in Liepāja auf. Eine Einnahme Rigas durch die Esten wurde auch von Seiten der Alliierten nicht gewünscht. Der Direktor der amerikanischen Lebensmittelverwaltung Herbert Hoover musste aus Paris mit einer Einstellung der Hilfslieferungen an die Esten drohen, damit sich diese zu Verhandlungen bereit erklärten. Am Abend des 2. Juli trafen sich die Vertreter der verschiedenen Parteien im Schulhaus von Strasdenhof (Strazdumuiža), 12 km nordöstlich Riga und unweit der Front. Es waren dies: Oberstleutnant Stephen Tallents (England), Oberst Groove (USA), Oberstleutnant Emmanuel du Parquet (Frankreich), Major von Westernhagen und Hauptmann Hans-Georg von Jagow (Deutschland), General Gotthard von Timroth und Hauptmann Graf Dohna (Niedra-Regierung), Leutnant Schulmann (Brigade Balodis), Oberstleutnant Bunin (Truppen von Fürst Lieven) und Oberstleutnant Nikolai Reek  (Estland).

## Bestimmungen
„Hiermit wird ein Waffenstillstand geschlossen unter folgenden Bedingungen: Zwischen den Truppen unter estnischem Kommando einerseits und der Landeswehr und den Truppen unter deutschem Kommando andererseits:
- 1. Die Feindseligkeiten hören zu Lande, zur See und in der Luft am 3. Juli mittags auf.
- 2. Alle deutschen Truppen verlassen Lettland sobald als möglich gemäß den Friedensbedingungen. Keine Vorwärtsbewegung darf inzwischen durch die deutschen Truppen in irgendeinem Teile Lettlands ausgeführt werden, außer gegen die bolschewistischen Truppen der russischen Sowjetrepublik gemäß den Bedingungen des Friedensvertrags.
- 3. Alle deutschen Offiziere und Truppen verlassen sofort Riga und seine Vorstädte. Die Evakuation muss am 5. Juli 6 Uhr nachmittags M.E.Z. durchgeführt sein mit Ausnahme einiger weniger Offiziere der Stäbe, welche die Evakuation deutscher Vorräte zu überwachen haben, und den Truppen, die nötig sind, um die Vorräte vor Plünderung zu bewahren.
- 4. Ein alliierter Offizier in Riga stellt sicher, dass keine nichtmilitärischen Depots mitgenommen werden.
- 5. Die Landeswehr hat sofort Riga und seine Vorstädte zu räumen und zieht sich hinter die Düna zurück. Diese Evakuation muss am 5. Juli 6 Uhr nachmittags M.E.Z. durchgeführt sein. Ihre künftigen Dispositionen sollen gemäß dem untenstehenden Paragraphen 9 festgesetzt werden.
- 6. Die Esten dürfen nicht über die Stellungen vorrücken, die sie am 3. Juli vormittags 3 Uhr innehatten.
- 7. Freier Verkehr auf den Straßen und auf der Eisenbahn und mit dem Telegraphen wird von den Deutschen zwischen Libau und Riga eröffnet.
- 8. Alliierte Gouverneure übernehmen zeitweilig die Verwaltung Rigas im Einvernehmen mit den lettischen Gouverneuren.
- 9. Weitere Einzelheiten werden unter der Leitung des Vorsitzenden der alliierten Militärkommission festgesetzt.“[3]

## Folgen
- General von der Goltz ließ die Stadt Riga räumen. Die Regierung Niedra, die bereits nach Mitau gegangen war, trat nach Abschluss des Waffenstillstands zurück.[4] In Riga übernahm die Brigade Balodis Polizeidienste. Die Truppen Zemitāns zogen am 6. Juli in die Stadt ein. Am 8. Juli erschien der im April gestürzte Premierminister Kārlis Ulmanis, um eine neue Regierung aufzubauen. Etwa eine Woche später begannen auch die estnischen Truppen sich aus dem Raum Riga zurückzuziehen.
- Die Baltische Landeswehr wurde unter der Führung des britischen Offiziers Harold Alexander in die neugebildete lettische Armee eingegliedert. Die lettische Brigade Balodis erhielt keine weitere Ausrüstung und Bezahlung von Deutschland. Die russischen weißen Truppen unter Lieven wurden als Westrussische Befreiungsarmee der Nordarmee von Judenitsch unterstellt. Die Reichsdeutschen inklusive des Kommandeurs Alfred Fletcher und Generalstabschef Heinrich Graf zu Dohna-Schlobitten mussten die Landeswehr verlassen. Die reichsdeutschen Truppen begannen nach einer Konferenz zwischen Goltz und Gough zögerlich und langsam mit der Räumung. Gleichzeitig verweigerte jedoch die Westrussische Befreiungsarmee unter Bermondt jegliche Befehle seitens der Entente.[5] Die meisten Freikorps in Kurland traten im September dieser Armee bei, um im Lande bleiben zu können. Im Herbst 1919 fanden noch einmal schwere Kämpfe statt.
- Die estnische Armee zog sich nach Inkrafttreten des Waffenstillstands hinter die eigenen Landesgrenzen zurück. Grenzstreitigkeiten mit Lettland wurden 1920 durch die Alliierte Kommission für das Baltikum geschlichtet.